# نهر كاليدون
نهر كاليدون أو نهر موهوكاري هو نهر يقع في جنوب شرق أفريقيا. يتدفق من جبال دراكنسبرغ في ليسوتو باتجاه جنوب الغرب، ويمثل جزء من حدود جنوب أفريقيا، مروراً بالولاية الحرة، ثم غرباً حتى يلتقي بالنهر البرتقالي ببتولي في جنوب الولاية. يعد النهر المصدر الرئيسي للمياه في عاصمة ليسوتو ماسيرو التي تقع على النهر.